# Vukman Péter
Vukman Péter László (Nagyatád, 1980. december 8. –) magyar történész, a Szegedi Tudományegyetem Történeti Intézetének egyetemi tanára. Fő kutatási területe a titói Jugoszlávia, különös a külpolitikája és magyar kapcsolata.

## Tanulmányai és tudományos fokozatai
Középiskolai tanulmányait a nagyatádi Ady Endre Gimnáziumban végezte el 1999-ben, majd 1999 és 2005 között a Szegedi Tudományegyetemen tanult, történelem és angol szakon. 2010-ben doktorált, majd 2017-ben a Pécsi Tudományegyetemen habilitált történelemtudományból.
2008 óta tanít az egyetem Bölcsészettudományi Karának Történeti Intézetének Újkori Egyetemes Történeti és Mediterrán Tanulmányok Tanszékén. Jelenlegi beosztása szerint egyetemi docens. Ezenkívül az egyetem karán lévő Történelemtudományi Doktori Iskola Modernkor Programjának egyik oktatója. Emellett az Aetas című folyóirat egyik szerkesztője, a Magyar Tudományos Akadémia Történettudományi Intézetének tagja.

## Munkássága
Szűkebb kutatási területe Jugoszlávia 1945 utáni története, tágabb területe pedig a a Balkán-félsziget új-, illetve legújabb kori története és a hidegháború időszaka.
Sűrűn publikál magyar, illetve idegennyelvű szakfolyóiratban, kötetben publikál. 2013 és 2016 között a magyar jugoszláv konformista emigráció történetét dolgozta fel az OTKA posztdoktori program ösztöndíjasaként.

## Fő művei

### Könyvei
- „Harcban Tito és Rankovics klikkje ellen.” Jugoszláv politikai emigránsok Magyarországon (1948–1980). Budapest–Pécs, 2017.
- Moszkvától Londonig. Nagy-Britannia és Jugoszlávia a szovjet–jugoszláv konfliktus idején (1948–1953). Szeged, 2011.

### Cikkei
- A magyar-jugoszláv államhatár és a bajai háromszögben élők mindennapjai (1945-1956), In: Kiss, Zsuzsanna; Szilágyi, Zsolt (szerk.) Határ, határhelyzet, határátlépés: a határok fizikai és mentális működése, változása és emlékezete, Hajnal István Kör Társadalomtörténeti Egyesület; Líceum Kiadó, 2022. pp. 335–346.
- Az állambiztonság célkeresztjében – Vajdasági származású magyarok a bajai háromszögben (1948-1956), HÍD 86: (4) 2022. pp. 40–57.
- Hercegszántói délszlávok az állambiztonsági iratok tükrében (1945-1955), ACTA HISTORICA (SZEGED) 146: (1) 2021. pp. 227–242.
- A magyar-jugoszláv kapcsolatok, 1945-1990, In: Horváth, Sándor; Kecskés, D. Gusztáv; Mitrovits, Miklós (szerk.) Magyarország külkapcsolatai (1945-1990), ELKH Bölcsészettudományi Kutatóközpont Történettudományi Intézet (2021) pp. 309–329.
- A magyar-jugoszláv párt- és államközi kapcsolatok hatása a magyarországi délszláv és a jugoszláviai magyar kisebbség helyzetére (1945-1953), In: Losoncz, Márk; Rácz, Krisztina (szerk.) A jugoszláviai magyarok eszme- és politikatörténete 1945–1989, L'Harmattan Kiadó (2019) pp. 141–162.
- Barátból ellenség – ellenségből barát (?). A magyar-jugoszláv párt- és államközi kapcsolatok (1945-1956), In: Molnár, Tibor (szerk.) Fejezetek a titói Jugoszlávia korai szakaszából, Történelmi Levéltár Zenta 2016. pp. 45–79.
- The Possibility of a Soviet Military Attack against Yugoslavia in British Archival Documents (1948-1953), TOKOVI ISTORIJE 17: (1-2) 2009. pp. 163–176.
- "Tito felszínen tartása". Nagy-Britannia szerepe Jugoszlávia gazdasági megsegítésében (1948-1953), KÜLÜGYI SZEMLE 8: (4) 2009. pp. 110–129.